# Son Parc
- Datos: Q133456177

Son Parc es una urbanización situada en la costa norte de Menorca, situada en la playa del Arenal de'n Castell, en el término municipal de Mercadal. Tiene una población de 412 habitantes (2011).